# Raión de Korenovsk
El raión de Korenovsk (del ruso: Кореновский район) es uno de los treinta y siete raiones en los que se divide el krai de Krasnodar, en Rusia. Está situado en el área central del krai. Limita al sur con los raiones de Dinskaya y Ust-Labinsk, al oeste con el raión de Timashovsk, al norte con el raión de Briujovétskaya y al este con el de raión de Výselki. Tiene una superficie de 1 433 km² y 86 730 habitantes en 2010. Su centro administrativo es Korenovsk.
El relieve de la región es llano, enclavado en las tierras bajas de Kubán-Azov. El paisaje agrario del distrito es bañado en su zona meridional por la cuenca del río Kirpili, en el centro la del Beisuzhok Izquierdo y sus afluentes, y en el norte, haciendo frontera con el raión de Briujovétskaya, el Beisug del cual es afluente el anterior. Su clima es clima templado continental.

## Historia
El raión fue establecido el 2 de junio de 1924 como parte del ókrug del Kubán del óblast del Sudeste en tierras del anterior otdel de Krasnodar del óblast de Kubán-Mar Negro.
Inicialmente la región incluía 19 selsoviets: Anapski, Babiche-Korenovski, Babiche-Chernigovski, Beisugski, Beisuzhokski, Berezanski, Bratkovski, Buzinovski, Burakovski, Výselkovski, Diadkovski, Zhuravski, Inogorodne-Malióvani, Kazache-Malióvani, Nizhni, Novosuvorovski, Plastunóvski, Platnírovski y Razdolnenski.
Desde el 16 de noviembre de 1924 la región entra a formar parte del krai del Cáucaso Norte y desde el 10 de enero de 1934 como parte del krai de Azov-Mar Negro. El 28 de diciembre de ese año se separaron los raiones de Výselki y Plastunóvskaya. 
Desde el 13 de septiembre de 1937 el raión es parte del krai de Krasnodar. El 22 de agosto de 1953 se le agregó el territorio del anulado raión de Novominskaya. Entre el 11 de febrero de 1963 y el 3 de marzo de 1964 el raión de Korenovsk fue disuelto y su territorio fue parte del raión de Ust-Labinsk. La división administrativa actual fue decidida en 2005.

## Demografía
| Año  | Población |
| ---- | --------- |
| 1959 | 62 668    |
| 1970 | 77 083    |
| 1979 | 78 597    |
| 1989 | 77 131    |
| 2002 | 85 259    |
| 2009 | 86 463    |
| 2010 | 86 730    |

Aproximadamente el 48.2 % de la población es urbana y el 51.8 % restante rural.

## División administrativa
| Municipios de tipo urbano        | Poblaciones* |
| -------------------------------- | --- |
| Municipio urbano Korenóvskoye    | - ciudad Korenovsk - posiólok Mirni - posiólok Yuzhni - posiólok Svobodni - jútor Malióvanni                                                                              |
| Municipios de tipo rural         | |
| Municipio rural Bratkovskoye     | - selo Bratkovskoye - jútor Zhuravski |
| Municipio rural Burakovskoye     | - jútor Burakovski |
| Municipio rural Diadkóvskoye     | - stanitsa Diadkóvskaya - jútor Séverni |
| Municipio rural Zhurávskoye      | - stanitsa Zhúravskaya - jútor Kazache-Malióvani |
| Municipio rural Novoberezanskoye | - posiólok Novoberezanski - posiólok Peschani - posiólok Komsomolski - posiólok Razdolni - posiólok Privolni - posiólok Bratski - posiólok Proletarski - posiólok Anapski |
| Municipio rural Platnírovskoye   | - stanitsa Platnírovskaya - jútor Levchenko - jútor Kazachi |
| Municipio rural Proletarskoye    | - jútor Bábiche-Korenovski - jútor Proletarski |
| Municipio rural Razdolnenskoye   | - stanitsa Razdolnaya - jútor Verjni |
| Municipio rural Serguíyevskoye   | - stanitsa Serguíyevskaya - jútor Nizhni - jútor Tyshchenko |

*Los centros administrativos están resaltados en negrita.

## Lugares de interés
En el raión se hallan 13 monumentos arquitectónicos entre los que cabe destacar el monasterio femenino Sviato-Uspenski de Korenovsk y la iglesia Sviato-Troitski de Platnírovskaya.

## Economía y transporte
El principal sector económico de la región es el agrícola. Las principales industrias, ligadas al procesamiento de los productos de este sector, son la láctea (fábrica ZAO Korenovsk MKK) y la azucarera (OAO Korenovsk Sajar).
Atravesiesan el distrito de suroeste a nordeste la línea ferroviaria Krasnodar-Tijoretsk y la autopista federal M4 Don Moscú-Novorosíisk (de la que surge, a la altura de Korenovsk, la carretera regional R253 en dirección a Ust-Labinsk, Beloréchensk y Maikop).

## Servicios sociales
En el raión funcionan 23 escuelas de enseñanza general, una escuela profesional, una filial de la Universidad Estatal del Kubán y filial de la Instituto Técnico Jurídico de Armavir.
La red de bibliotecas de la región cuenta con 25 bibliotecas. Existen 28 Clubs y Casas de Cultura, las escuelas artísticas infantiles de Korenovsk y Platnírovskaya y un museo de etnografía e historia.
En el territorio del raión se hallan tres estadios, 26 centros deportivos y una piscina de natación.
El distrito cuenta con cuatro hospitales, 34 ambulatorios y puntos de enfermería.